# Čeněk Torn
Čeněk Torn (30. května 1898 Podlešín – 15. února 1980 Chicago) byl český a československý politik Československé strany národně socialistické a poválečný poslanec Ústavodárného Národního shromáždění. Po roce 1948 pronásledován.

## Biografie
Poté, co absolvoval hospodářskou školu, působil na rodném statku v Podlešíně u Slaného, který později převzal po rodičích. V meziválečné době se angažoval v Republikánské straně zemědělského a malorolnického lidu (agrární strana), za kterou neúspěšně kandidoval v parlamentních volbách v roce 1929 a parlamentních volbách v roce 1935. V letech 1918–1924 byl agrárním mládežnickým funkcionářem Republikánského dorostu československého venkova. V letech 1927-1941 působil na postu starosty rodného Podlešína a v období let 1928–1941 byl členem okresního zastupitelstva a výboru ve Slaném. Za okupace byl náměstkem generálního tajemníka Národního souručenství. Spolupracoval zároveň s odbojem. V roce 1941 byl z funkce v Národním souručenství odvolán a byl pak pronásledován nacisty. Téhož roku ho zatklo gestapo a do konce války byl vězněn v koncentračním táboře Mauthausen a Neuengamme. V květnu 1945 přežil jako vězeň potopení lodi Cap Arcona.
Po osvobození přešel k národním socialistům (angažoval se sice za obnovení agrární strany, ale to se nepodařilo). V parlamentních volbách v roce 1946 se stal poslancem Ústavodárného Národního shromáždění za národní socialisty. V parlamentu zasedal formálně do voleb do Národního shromáždění roku 1948.
Po komunistickém převratu v roce 1948 odešel do exilu. Od roku 1949 žil v USA, kde působil v exilové agrární straně a v Radě svobodného Československa.